# Быки (Курская область)
Быки — село в Курчатовском районе Курской области. Входит в Чаплинский сельсовет.

## География
Село находится на реке Сейм, в 48 км к юго-западу от Курска, в 10,5 км западнее районного центра — города Курчатов, в 6,5 км от центра сельсовета — Чапли.
В селе 374 дома.
Климат
В селе Быки умеренный (влажный) континентальный климат без сухого сезона с тёплым летом (Dfb в классификации Кёппена).
| Показатель                                                                   | Янв. | Фев. | Март | Апр. | Май  | Июнь | Июль | Авг. | Сен. | Окт. | Нояб. | Дек. | Год  |
| ---------------------------------------------------------------------------- | ---- | ---- | ---- | ---- | ---- | ---- | ---- | ---- | ---- | ---- | ----- | ---- | ---- |
| Средний суточный максимум, °C                                                | −4   | −3   | 3    | 13,1 | 19,4 | 22,7 | 25,2 | 24,5 | 18,2 | 10,6 | 3,5   | −1,1 | 11,0 |
| Средняя температура, °C                                                      | −6   | −5,5 | −0,6 | 8,3  | 14,8 | 18,4 | 20,9 | 20   | 14   | 7,3  | 1,3   | −3   | 7,5  |
| Средний суточный минимум, °C                                                 | −8,4 | −8,5 | −4,7 | 2,9  | 9,2  | 13,1 | 15,9 | 14,9 | 9,8  | 4    | −1    | −5,2 | 3,5  |
| Норма осадков, мм                                                            | 51   | 45   | 48   | 51   | 63   | 71   | 76   | 55   | 58   | 58   | 48    | 49   | 673  |
| Источник: Погода по месяцам c ru.climate-data.org(дата обращения: Июнь 2021) |      |      |      |      |      |      |      |      |      |      |       |      |      |

## История
В 1692 году в селении была построена Богоявленская церковь. Современное каменное церковное здание возведено в 1856 году.

## Население
| 2002 | 2010 |
| ---- | ---- |
| 396  | ↘274 |

## Транспорт
Быки находится в 4,5 км от автодороги регионального значения 38К-017 (Курск — Льгов — Рыльск — граница с Украиной), на автодороге межмуниципального значения 38Н-349 (38К-017 — Быки), в 5 км от ближайшей ж/д станции Блохино (линия Льгов I — Курск).

## Археология
Поблизости от села располагается группа стоянок каменного века Быки, где найдены, в частности, жилище человека каменного века возрастом около 17 тыс. л. н. и уникальное произведение первобытного искусства — кольцо из бивня мамонта с навершием в виде головы лошади. На стоянках Быки 5, 7 (культурный слой II) и Быки 8 преобладают резцы и микропластинки / пластинки с притупленным краем, что является характерным и для других хронологически близких стоянок Восточной Европы. На стоянках Пены, Быки 1, 2, 3, 7 (культурные слои I, Ib, Ia, Ic) артефакты принадлежат к быковской археологической культуре, главной особенностью которой является наличие кремнëвых геометрических микролитов (треугольников).

## Достопримечательности
- Церковь Крещения Господня (1856)[14]